# Niseiros
Niseiros (oficialmente y en asturiano: Os Niseiros) es una aldea de la parroquia de Balmonte, concejo de Castropol, en la comarca del Eo-Navia, Principado de Asturias, España.